# Satz von Tietze (Konvexgeometrie)
In der Konvexgeometrie, einem der Teilgebiete der Mathematik, ist der Satz von Tietze einer derjenigen Lehrsätze, welche sich mit der Frage der Charakterisierung der Konvexität von Teilmengen des euklidischen Raums und (allgemeiner) der reellen linearen Hausdorffräume mit Hilfe lokaler Stützeigenschaften  befassen. Der Satz ist damit angesiedelt im Übergangsfeld zwischen Geometrie und der Theorie der topologischen Vektorräume. Er geht wesentlich auf eine wissenschaftliche Arbeit des Mathematikers Heinrich Tietze aus dem Jahr 1929 zurück.

## Formulierung des Satzes
Der Satz lässt sich zusammengefasst wie folgt formulieren:
Ist ein hausdorffscher topologischer {\displaystyle \mathbb {R} }-Vektorraum {\displaystyle X} gegeben und ist {\displaystyle U\subseteq X} eine darin enthaltene offene und zusammenhängende Teilmenge, die in jedem ihrer Randpunkte lokal schwach gestützt wird, so ist {\displaystyle U} in {\displaystyle X} konvex. Dies gilt insbesondere für den Fall, dass {\displaystyle X} der {\displaystyle n}-dimensionale euklidische Raum {\displaystyle \mathbb {R} ^{n}\;(n\in \mathbb {N} )} ist.

## Verwandte Resultate
Dem Satz von Tietze ging ein Satz voraus, welcher von einer Reihe bedeutender Mathematiker bewiesen wurde, nicht zuletzt von Constantin Carathéodory im Jahre 1907 sowie von Hermann Brunn bzw. Hermann Minkowski im Jahre 1910. Er lässt sich folgendermaßen formulieren:
Ist ein hausdorffscher topologischer {\displaystyle \mathbb {R} }-Vektorraum {\displaystyle X} gegeben und ist {\displaystyle A\subseteq X} eine darin enthaltene abgeschlossene Teilmenge mit mindestens einem inneren Punkt {\displaystyle x\in A^{\circ }}, so ist die Teilmenge {\displaystyle A} in {\displaystyle X} genau dann konvex, wenn durch jeden ihrer Randpunkte eine Stützhyperebene von  {\displaystyle A} geht.
In der Differentialgeometrie ist ein anderer Satz bekannt, der von Jacques Hadamard im Jahre 1897 vorgelegt wurde:
Eine Eifläche {\displaystyle M} im dreidimensionalen euklidischen Raum {\displaystyle \mathbb {R} ^{3}} ist streng konvex in dem Sinne, dass für jeden darin enthaltenen Raumpunkt {\displaystyle p\in M} die Fläche {\displaystyle M} ganz auf einer Seite der bei {\displaystyle p} anliegenden Tangentialebene {\displaystyle T_{p}{M}} gelegen ist.

## Erläuterungen
- Der euklidische Raum {\displaystyle \mathbb {R} ^{n}\;(n\in \mathbb {N} )} wird wie üblich als mit dem Standardskalarprodukt (sowie der damit gegebenen geometrischen und metrischen Struktur) und insbesondere als mit der euklidischen Abstandsfunktion versehen betrachtet.
- In Bezug auf einen (hausdorffschen) topologischen Vektorraum {\displaystyle X}, eine darin liegende Teilmenge {\displaystyle T\subseteq X} und einen {\displaystyle T}-Randpunkt {\displaystyle x\in \partial {T}} sagt man, {\displaystyle T} werde in {\displaystyle x} lokal schwach gestützt, wenn es eine  Umgebung {\displaystyle U(x)} von {\displaystyle x} gibt sowie ein nicht mit dem Nullfunktional identisches lineares Funktional {\displaystyle f\colon X\rightarrow \mathbb {R} }, so dass Folgendes gilt: Aus {\displaystyle y\in U(x)\setminus \{x\}} und {\displaystyle f(y)>f(x)} folgt stets {\displaystyle y\not \in T}.
- Eine im dreidimensionalen euklidischen Raums gelegene Teilmenge {\displaystyle M\subset \mathbb {R} ^{3}} ist eine Eifläche, wenn sie dort eine kompakte reguläre Fläche ist und in jedem ihrer Punkte positive gaußsche Krümmung hat. Der Begriff geht auf Wilhelm Blaschke zurück.
- Jede Tangentialebene {\displaystyle T_{p}{M}} an einen Punkt  {\displaystyle p} einer regulären Fläche {\displaystyle M} ist eine Hyperebene des dreidimensionalen euklidischen Raums.
- Zu einer Hyperebene {\displaystyle H\subset \mathbb {R} ^{3}} gehört die Überdeckung des {\displaystyle \mathbb {R} ^{3}} durch die beiden zugehörigen  abgeschlossenen Halbräume, die so beschaffen ist, dass jeder Raumpunkt in einem der beiden liegt. Ist hier eine gegebene Teilmenge {\displaystyle T\subset \mathbb {R} ^{3}} entweder Teilmenge des einen oder aber Teilmenge des anderen, so sagt man, {\displaystyle T} sei ganz auf einer Seite der Hyperebene gelegen.